# Diocèse de Roskilde
Le diocèse de Roskilde est l'un des diocèses de l'Église luthérienne du Danemark. Son siège épiscopal se situe à la cathédrale de Roskilde.
Son territoire couvre la majeure partie du Seeland, hormis les régions rattachées aux diocèses de Copenhague et d'Elseneur.

## Histoire
Le diocèse a été fondé en 1922 par scission du l'ancien diocèse de Seeland (en), l'autre partie formant le diocèse de Copenhague.